# 1970年代臺灣
| 世紀： | 19世紀臺灣 \| 20世紀臺灣 \| 21世紀臺灣                                                                                                   |
| 年代： | 1940年代臺灣 \| 1950年代臺灣 \| 1960年代臺灣 \| 1970年代臺灣 \| 1980年代臺灣 \| 1990年代臺灣 \| 2000年代臺灣                             |
| 年份： | 1970年臺灣 \| 1971年臺灣 \| 1972年臺灣 \| 1973年臺灣 \| 1974年臺灣 \| 1975年臺灣 \| 1976年臺灣 \| 1977年臺灣 \| 1978年臺灣 \| 1979年臺灣 |

1970年代臺灣所經歷的最重大事件，為面臨全球兩次石油危機。與其他資本化國家相同，該兩次危機導致了臺灣經濟衰退的危機。從1950年代起，靠外貿支撐經濟成長率的臺灣面對此危機，採取「擴大公共建設」的方案。這裡面，又以中華民國行政院長蔣經國所提出的十大建設最具代表性。1973年，十大建設建設計劃正式展開；其計畫包括中山高速公路、桃園國際機場、台中港、縱貫鐵路電氣化、中鋼煉鋼廠，核能發電、北迴鐵路、蘇澳港、中船造船廠及三輕石油裂解等工程。 
因為擴大公共建設的政策奏效，加上1970年代中期後的石油危機落幕，台灣不但渡過石油危機，也繼續於經濟成長率得以繼續成長。加上各項外銷政策繼續施行，使台灣與南韓、香港及新加坡一同躋身為亞洲四小龍。 1975年，統治台灣將近30年的蔣中正，因病去世，主導十大建設的蔣中正之子——蔣經國經由間接選舉，成為中華民國第六任總統。
同時期，以台北市為主的都會更加蓬勃，興建了大量公寓並累積大量民間財富。該趨勢雖然因為石油危機稍為遏止，但仍成為台灣主流趨勢。惟臺灣政府因政經情勢不明朗，外匯等經濟政策仍採取保守方向，埋下1980年代通貨膨脹的惡果。

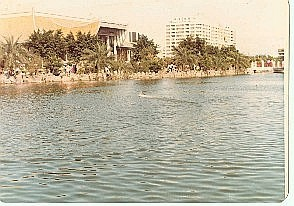
1970年代的國父紀念館。館旁的87大樓與市政府尚未落成

因與學生謝聰敏和魏廷朝於1964年共同起草「臺灣自救運動宣言」而被中國國民黨判刑八年的國立臺灣大學教授彭明敏於1970年1月在重重特務的監視下神奇逃抵瑞典。同年2月8日，陸軍軍官學校學生江炳興等政治犯受鼓舞而策畫共同劫械起義欲武裝推翻中國國民黨政權的「泰源事件」。

## 大事紀
- 1970年（民國59年）：爆發以臺灣獨立為目標的泰源事件（2月8日）。
- 1971年（民國60年）：澎湖跨海大橋通車（3月26日）。
  - 中華民國退出聯合國（10月25日）。
- 1972年（民國61年）：中華民國與日本斷交（9月29日）。
- 1975年（民國64年）：總統蔣中正逝世，由副總統嚴家淦繼任（4月9日）。
- 1977年（民國66年）：桃園縣長選舉發生舞弊，引發中壢事件（11月19日）。
- 1978年（民國67年）：中山高速公路（當時稱為南北高速公路）全線通車（10月31日）。
  - 美國宣布自1979年1月1日起與中華民國斷交，與中華人民共和國建交（12月15日）。
- 1979年（民國68年）：為抗議余登發父子被指為罪諜，黨外人士發起橋頭事件，是戒嚴後台灣第一起示威活動。
  - 美國通過臺灣關係法，成為日後台美間政治、軍事、外交交流的基礎。
  - 桃園中正國際機場正式啟用（2月26日）。
  - 高雄市升格為直轄市（7月1日）。
  - 高雄市爆發美麗島事件（12月10日）。
  - 台中縣私立惠明學校爆發多氯聯苯油中毒事件。